# Provincia de Dos de Mayo

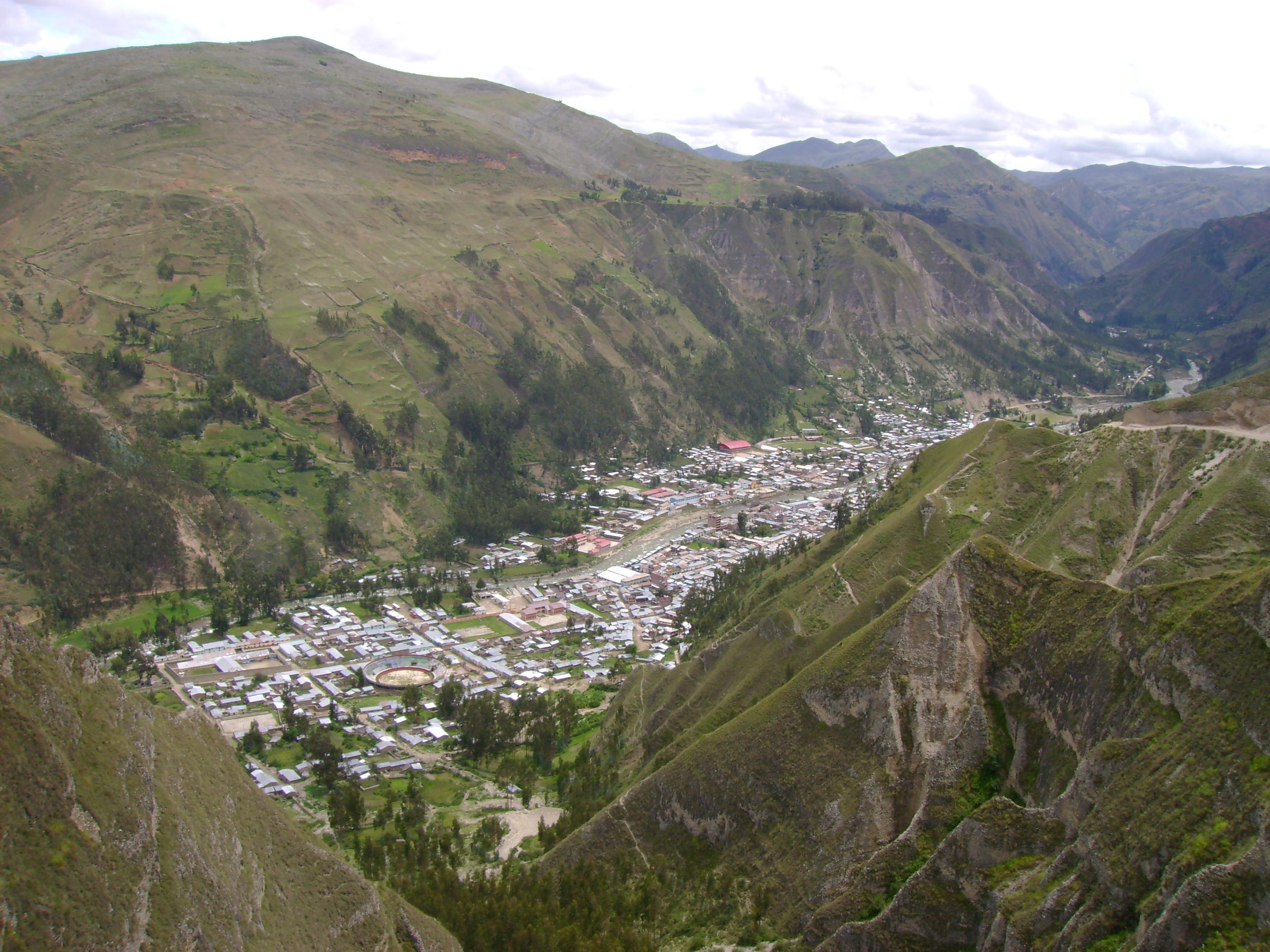
La Unión, capital de la provincia, visto desde Gangash

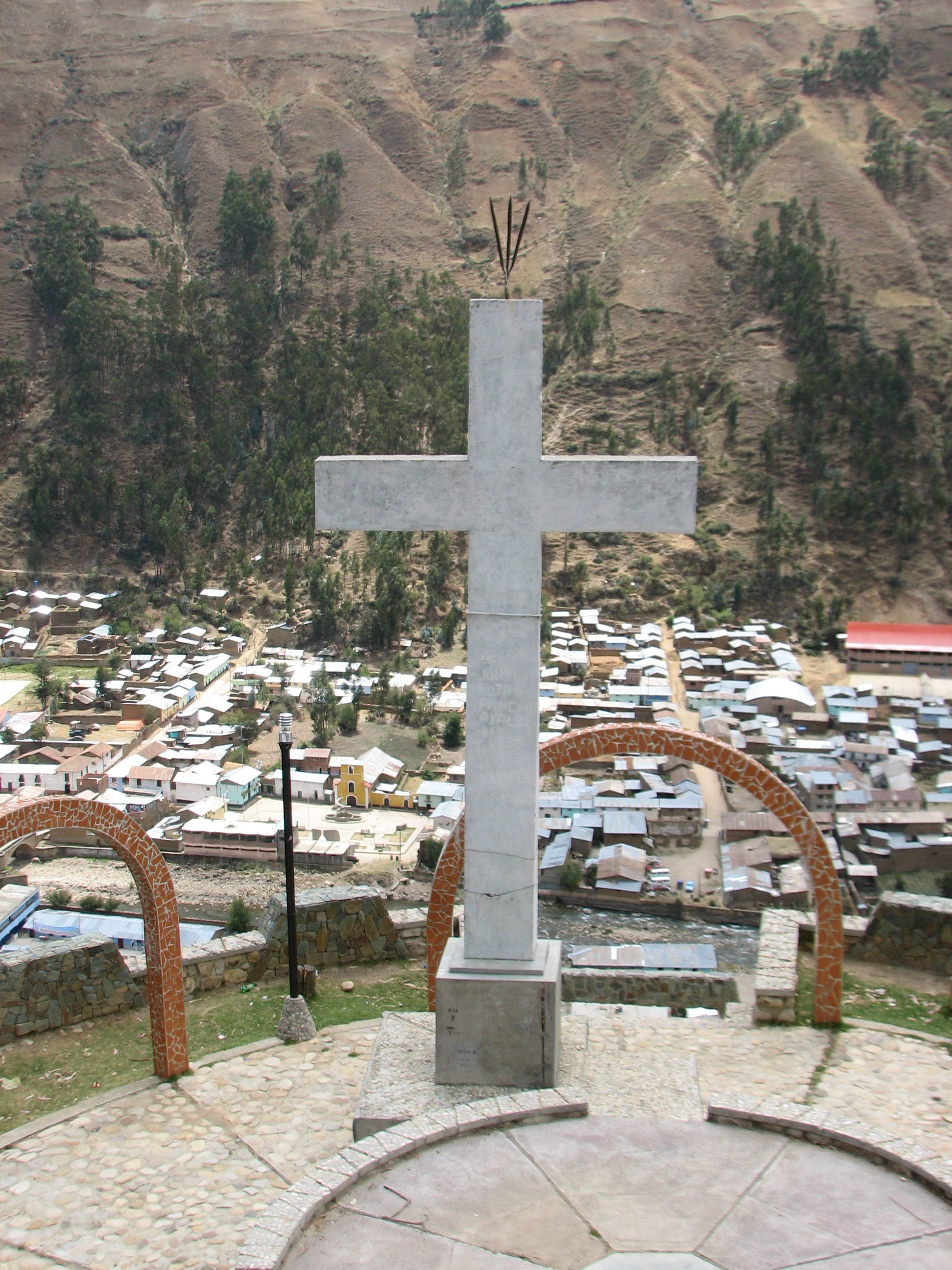
Cruz del distrito de La Unión

La provincia de Dos de Mayo es una de las once que conforman el departamento de Huánuco. Limita por el norte con la provincia de Huamalíes; por el sur con la provincia de Lauricocha, la provincia de Yarowilca y la provincia de Huánuco; por el este con la provincia de Leoncio Prado, la provincia de Huánuco y la provincia de Yarowilca, y por el oeste con la provincia de Bolognesi, del departamento de Áncash.
Desde el punto de vista jerárquico de la Iglesia católica, forma parte de la diócesis de Huánuco, sufragánea de la arquidiócesis de Huancayo.

## Historia

### Preínca
El cronista Felipe Guamán Poma de Ayala en su obra el primer Nueva crónica y buen gobierno, establece las cuatro edades por la que atravesó Perú: primera edad o generación de los huari-huiracocha runa, segunda edad o generación de los huari runa, tercera edad o generación de los purun runa y cuarta edad o generación de los auca runa. El cronista sostiene que los pobladores en la última edad, Auca runa, después de un largo proceso de desarrollo, conformaron una generación de gente guerrera del cual descienden los yarowilcas, estableciéndose en Allauca Guanuco y organizando un gran imperio más antiguo que el Tahuantinsuyo, con reyes que fueron más reyes que los incas.
Esta tesis es defendida por Julio C. Tello, José Varallanos y Augusto Cárdich, aunque este último afirma que los yarowilcas tuvieron su asiento original en Lauricocha, desplazándose posteriormente hacia el norte y asentándose en la zona de Allauca Guanuco.
Las fortalezas construidas en las partes altas de los cerros y en lugares estratégicos, son sinónimos de una población eminentemente guerrera. Aunque no plasmaron una original escultura y alfarería, sus costumbres, mitos, leyendas y su dialecto, el chinchay-simi, se diferencian de la cultura inca. Su arquitectura muestra un estilo original y según Julio C. Tello, fue la más definida de la civilización andina occidental.
Extendieron su territorio en el Alto Marañón, ingresando a su apogeo y expansión en el intermedio tardío aproximadamente por los años 1100 a 1480 años d. C. llegando a someter al imperio wari (1100 d. C. aproximadamente), como sostienen Cardich (1975), Hernán Amat (1978) y Pablo Macera (1992). Llegaron a abarcar en el siglo XII y XIII desde Cajamarca y Amazonas en el norte, hasta Ayacucho y Apurímac por el sureste, el actual departamento de Pasco y Huánuco.El primer gobernante fue Capac Apo Caparímac y el último, el rey Capac Apo Guaman Chahua, cuyos orígenes de su poder político y administrativo estaban en el actual monumento arqueológico de Huánuco Marka. Utilizaron la piedra como principal recurso para sus construcciones, seguidos de arcilla y palos de árboles como el quisuar.
La provincia de Guanuco cuya jurisdicción tenía diez mil familias, estaban formados por diversos ayllus y residía en pueblos llamados llactas que se componía de Barrio Alto y Barrio Bajo (Janan Saya y Urin Saya). También vivían dispersos por los campos distribuidos en tribus, sus nominaciones dadas fue Allauca Wanuco, Ichoca Wanuco, Guamali Wanuco, Chupaycho, Huacrachuco, gobernado por un tucuy ricuy. Hasta el día de hoy, se conservan las edificaciones de esta época, presentando características similares en sus construcciones. En Sillapata se encuentran Gechgas y Yarpaj; en Yanas, Sahuay y Yaurishpunta; en Chuquis, Estacamachay, Ninash, Huaripunta; en Marías, Inkush, Shampun, Gorgor, Ichic Marías; en Quivilla, Huancapampa; en Pachas, Nunash, Pichgas Ucro; en Shunqui, Castillo, Huagalpán; en Ripán, Huaricashash.

### Tawantinsuyo
Yupanqui Cápac Intichuri, es decir, hijo del Sol que transforma la tierra, tendría como una de sus grandes responsabilidades iniciar la expansión inca para la consolidación del Tahuantinsuyo, dando inicio a las famosas expediciones conquistadoras del joven inca. La expansión cusqueña, naturalmente, naturalmente originó cambios en la estructura del estado y en el tipo de relaciones que ésta mantendría con los ciudadanos y con sus aliados. La empresa conquistadora fue cada vez más próspera, las victorias obtenidas sobre etnias establecidas en territorios lejanos se hicieron frecuentes, además de incrementarse el número de curacazgos que se anexaban voluntariamente al poder cusqueño.
A mediados del siglo XV, cuando Pachacútec inicia la expansión de sus fronteras territoriales, llegó por el norte hasta la meseta de Bombón, por el sur hasta el Desaguadero, por el este hasta la zona selvática del Cusco, y por el oeste hasta los departamentos actuales de Huancavelica, Apurímac y parte de Arequipa. Túpac Inca Yupanqui sucedió en el cargo a Pachacútec cuando éste murió y, avanzando hacia el norte, a partir de Bombón, inició la invasión de la nación del reino de los guanuco y los señoríos de los yacha, chupaychu y wacrachuco, que constituían el Imperio Yarowilca, es decir, gran parte del actual departamento de Huánuco.
Los guanucos, gobernados por los yarowilcas y capitaneados por su rey Apo Capac Guaman Chaua, opusieron resistencia, usando sus fortalezas ubicadas en zonas estratégicas y sacando ventaja de la topografía del terreno. Los incas, habiendo comprobado el poderío de la nación yarowilca y no queriendo arriesgar una guerra larga y quizá riesgosa, utilizaron otro tipo de estrategia más amistosa basado en el Nunay, que significa tenerse confianza, quererse; el Yachay, compartir los conocimientos y aprender; y, el Ruray, trabajemos juntos. Por tal razón, hubo que crear centros administrativos, ciudades fundadas por los incas que permitieran generar sistemas de prestaciones de servicios. A partir de estos centros, los incas pudieron confirmar lealtades políticas a través de los rituales de reciprocidad, y controlar directamente los recursos económicos.
En la plaza principal de Huánuco Pampa, por ejemplo, el énfasis no estuvo puesto en el aspecto militar sino en el ceremonial. Esta monumental plaza (500 × 350 metros) servía para albergar a una gran cantidad de gente que con sus jefes étnicos podía reunirse para rendir homenaje al inca o a sus representantes.
Así nació la Confederación Inca-Yarowilca. A partir de entonces, Capac Apo Guaman Chaua colaboró con Túpac Yupanqui en la conquista de otras naciones, llegando hasta la costa, donde sometieron a la cultura del Gran Chimú. Huayna Cápac, sucesor de Túpac Yupanqui, y Capac Apo Guaman Chaua emprendieron la conquista de las naciones del norte: Chachapoyas, Quito, Cañaris y Cayambes. Un capitán, hijo de Huayna Cápac, afianzó la conquista de la nación de los Yachas, Chupaychos y Queros, realizada por Túpac Inca Yupanqui, cuyos pueblos vivían en el territorio comprendido entre los primeros afluentes del río Huallaga y el valle de este nombre, hasta Pillao y Tingo María.
La participación del rey Yarowilca y su ejército fue tan importante que el inca otorgó a Capac Apo Guamán Chaua, privilegios que no alcanzó ningún otro sinche o señor sometido o confederado a los cuzqueños, pues el inca le hizo su incaprantin o «segunda persona». En agradecimiento al apoyo de la expansión territorial, los incas consideraron a la capital de los yarowilcas como segunda ciudad del imperio después del Cuzco, considerándola como capital del Chinchaysuyo.
En el año de 1470, los incas no erigieron una nueva ciudad en Guanuco Marka, sino que la embellecieron con edificios de neto estilo incaico, dándole el corte de una ciudad Imperial. Correspondió a los gobernantes cuzqueños Túpac Yupanqui y Huayna Cápac, el mejoramiento de la antigua capital del reino Yarowilca, haciendo de esta una de las más hermosas y grandes urbes del imperio del Tahuantinsuyo. Por otro lado, Julio C. Tello ha sostenido que el 16 de noviembre de 1532, día en que Atahualpa fue capturado en la plaza de Cajamarca, junto a él, en otra regia litera se hallaba Apo Capac Guaman Chaua, el rey yarowilca, quien al ser confundido con el inca fue asesinado en sus andas. El Chinchaysuyo abarcó por el norte hasta Ecuador, por el sur hasta la altiplanicie de Bombón, por el este se extendió hasta la cordillera Oriental y por el Oeste hasta los Andes Occidentales.

### Invasión española
Después de la masacre del 16 de noviembre de 1532, preso Atahualpa, los españoles mandaron comisionados por todo el imperio, para que recogiese el oro y la plata para el rescate del inca. Junto a ellos, Pizarro envió al sur una expedición de 25 hombres al mando de su hermano Hernando Pizarro para explorar el desconocido territorio. El capitán español siguió la ruta de camino de Cajamarca a Huamachuco, llegando a Pachacámac por el camino incaico de la Costa. Pero al saber en este lugar, que Chalcuchímac se hallaba en Jauja, pasó a esta ciudad incaica y regresando por ella a Cajamarca pasó por Guanuco o Huánuco el Viejo.
En marzo de 1533, Hernando Pizarro y su comitiva fueron los primeros que pisaron el suelo huanuqueño, quienes reconocieron la existencia de la capital del Chinchaysuyo. Miguel de Estete, uno de los expedicionarios que redactó un diario de este viaje, expresa su admiración por esta urbe incaica describiendo la meseta.
Illa Túpac o Illatopa, descendiente de Túpac Yupanqui, natural de Huanuco, se sublevó desde la muerte de Atahualpa, por la liberación de su pueblo, tan igual que Juan Santos Atahualpa y Manco Inca. Inspirado en ideales de justicia social y libertad, organizó un ejército de aliados, quienes portando armas rudimentarias como palos, hondas cuchillos, se enfrentaron con los españoles teniendo como su centro de operaciones a Guanuco, donde se proclamó inca.
Con su poderoso ejército de indios controlaba desde Bombón al Sur y Huaylas al Norte, animando el levantamiento de los pueblos de las cabeceras de Lima y atacando a las tropas españolas que transitaban por esos territorios. Así se enfrentó y tuvo batallas con los soldados que al mando de Alonso de Alvarado, iban a la conquista de Chachapoyas.
El 12 de agosto de 1535, Pizarro, para sofocar la sublevación, organizó una expedición militar al mando del capitán Gómez de Alvarado, para que redujera al inca rebelde y fundara una ciudad española en esa región. Gómez de Alvarado, después de algunos encuentros, fundó la población española de Huánuco, el 15 de agosto de 1535 en las pampas de Guanuco; pero a pocas semanas, se vio obligado a trasladarse a otro lugar por los constantes ataques de Illa Túpac, quién continuó enfrentándose a los españoles, destruyendo los pueblos de los indios que habían acatado la autoridad de los conquistadores. Después de estos hechos, los españoles se trasladaron al valle del Pillco para establecerse en ese lugar.
En julio de 1540, Gonzalo Pizarro, con más de 250 hombres, se dirigió a Quito desde el Cuzco, para su famosa entrada al dorado. En Guanuco fue atacado y rodeado por el ejército de Illa Túpac y tan dura fue la contienda que tuvo que pedir auxilio. Dos años después, el capitán Pedro Puelles fue comisionado por Vaca de Castro para someter a Illa Túpac, quien permaneció peleando hasta agosto de 1542, año en que fue apresado por Juan de Vargas, cerca de Huaylas. Solo con su captura pudo pacificarse por un tiempo la alterada región de los guanucos. La historia cuenta que se logró esta captura debido a la traición de uno de los miembros del ejército de Illa Túpac, ya que de lo contrario no hubiera sido posible terminar con los ataques en Guanuco, pero con la ayuda de sus huestes logra escapar y se hace fuerte en Huacrachuco. Según Juan José Vega (1997), el rastro de Illa Túpac y su ejército se pierde en 1545, luego que se alió a las fuerzas del virrey Blasco Núñez Vela contra los abusos de pizarristas y almagristas. El valiente y noble indio había permanecido en armas durante ocho años, derrotando sucesivamente a Francisco Martín de Alcántara, Gómez de Alvarado y aún a Gonzalo Pizarro.

### Época republicana
Fue creada por ley del 5 de noviembre de 1870 con su capital Aguamiro, en el gobierno del presidente José Balta y Montero. Por ley del 5 de febrero de 1875 se unieron los pueblos de Aguamiro Y Rípan, pero siempre separados por el río Vizcarra (Orgomayo), con la denominación de Villa de la Unión. La Ley 5374, del 14 de diciembre de 1925, elevó a la categoría de ciudad y como tal, capital de la provincia.
En el año de 1995, los distritos del sur de su territorio se escisionan formando la actual provincia de Lauricocha y el este de su territorio se separa para crear la nueva provincia de Yarowilca.

## Geografía

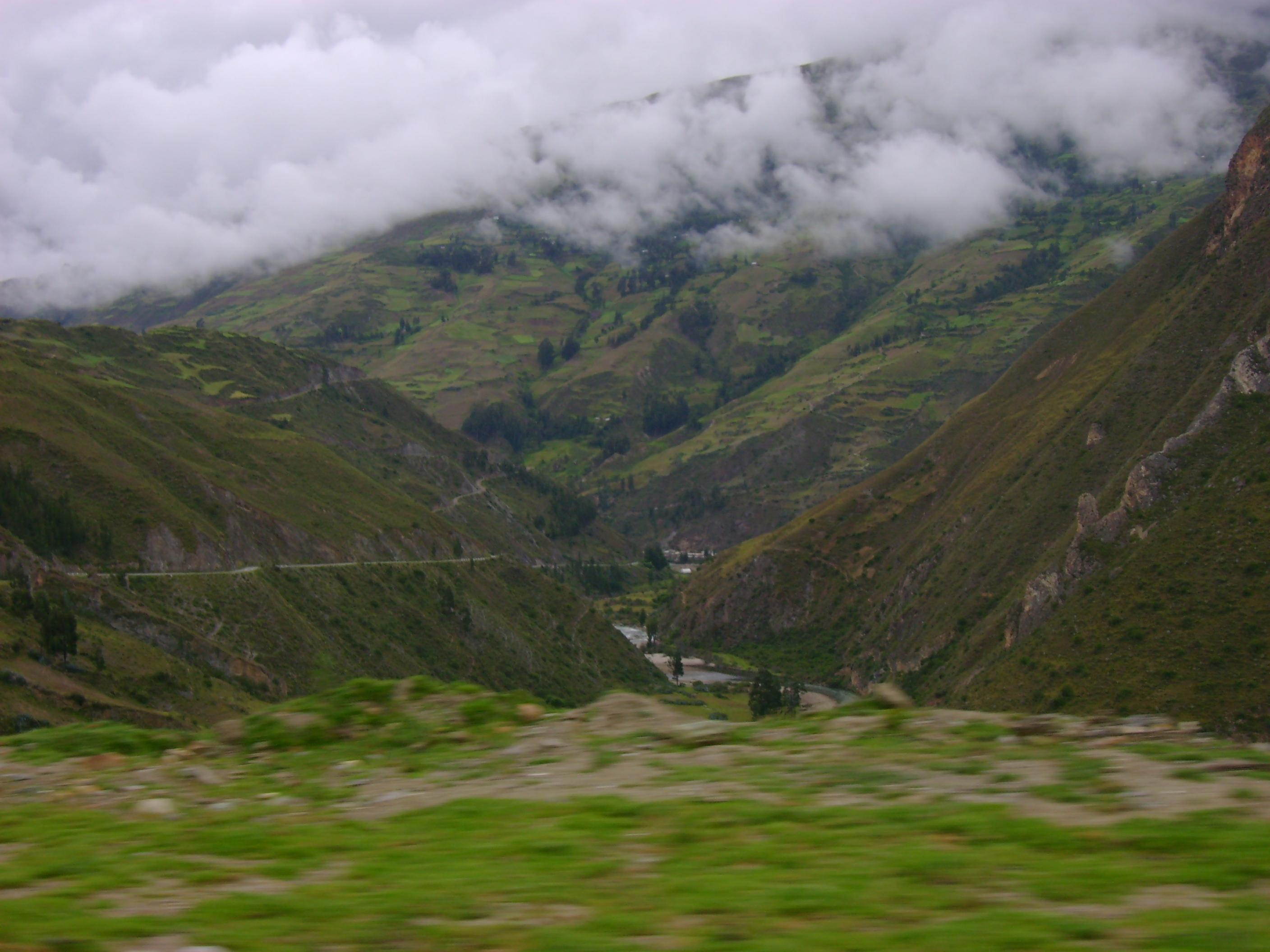
Río Vizcarra, próximo a Tingo Chico, antes de unirse al río Marañón.

Localizado en el oeste del departamento de Huánuco, la provincia de Dos de Mayo constituye una síntesis de lo variado que es Perú. En sus 1447,68 km², se localizan lugares con altitudes que van desde los 2960 m s. n. m. en el distrito de Quivilla, hasta los 4100 m s. n. m. en la parte alta del distrito de Pachas.
En el departamento de Huánuco se encuentra las tres cadenas montañosas de los Andes septentrionales del Perú: la occidental, la central y la oriental. Ha sido importante la función que han cumplido durante millones de años los ríos Marañón, Huallaga y Pachitea, configurando el territorio huanuqueño y generando a su vez, tres conjuntos espaciales bien diferenciados como son, la región cordillerana, los valles interandinos y las selvas. Dos de Mayo se ubica en el lado este del gran conjunto cordillerano, abarcando la mayor parte del territorio las regiones quechua, puna y suni.
La topografía es característica por la forma de embudo que tiene las cabeceras de cuenca en el río Vizcarra y en las nacientes del río Marañón, además de las extensas mesetas. El río más importante es el Vizcarra que desemboca hacia el joven río Marañón, que drena en dirección norte de la provincia.

## División administrativa

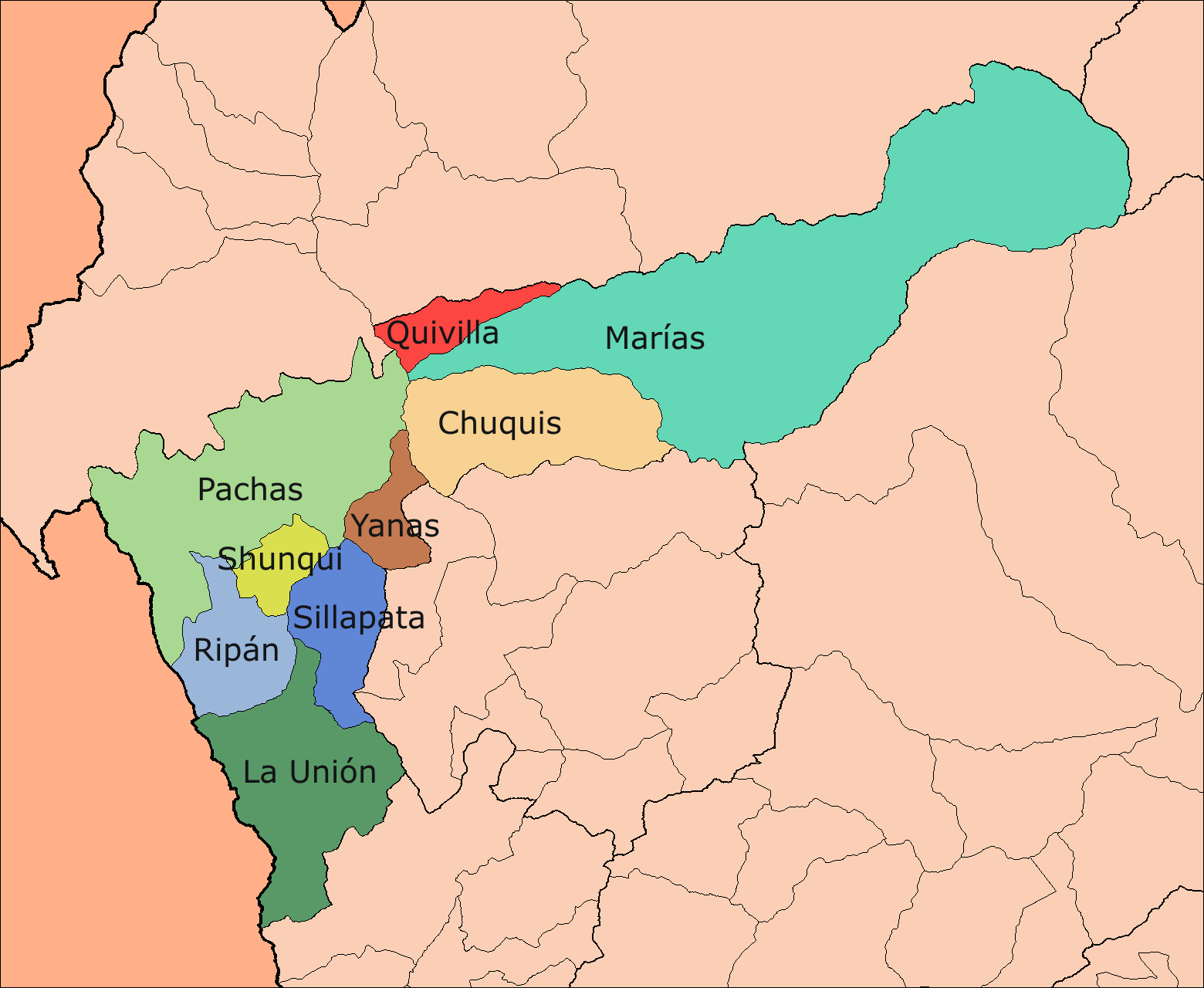
División administrativa de la provincia de Dos de Mayo

La provincia se divide en nueve distritos:
1. La Unión
2. Chuquis
3. Marías
4. Pachas
5. Quivilla
6. Ripán
7. Shunqui
8. Sillapata
9. Yanas

## Población
La provincia tiene una población aproximada de 43 000 habitantes.

## Autoridades

### Regionales
- Consejeros regionales
  - 2019-2022[5]

  1. Gaspar Abelio Rumi Benancio (Acción Popular)
  2. Valentín Salazar Huerta (Alianza para el Progreso)

### Municipales
- 2019-2022[5]
  - Alcalde: Luis Maldonado Rivera, de Acción Popular.
  - Regidores:

  1. Luis Alberto Picón Mendieta (Acción Popular)
  2. Juan Máximo Tiburcio Espinoza (Acción Popular)
  3. Valle Telmo Trujillo Robles (Acción Popular)
  4. Antonio Richard Durand Callupe (Acción Popular)
  5. Victorino Albornoz Gómez (Acción Popular)
  6. Yuliana Vanesa Aguilar Chávez (Acción Popular)
  7. Freder Soto Machado (Alianza para el Progreso)
  8. Yoni Cajaleón Ávila (Alianza para el Progreso)
  9. Juan Huerta Alvarado (Avanza País - Partido de Integración Social)

### Policiales
- Comisario:  PNP

## Turismo

### Restos arqueológicos: Huánuco Marca

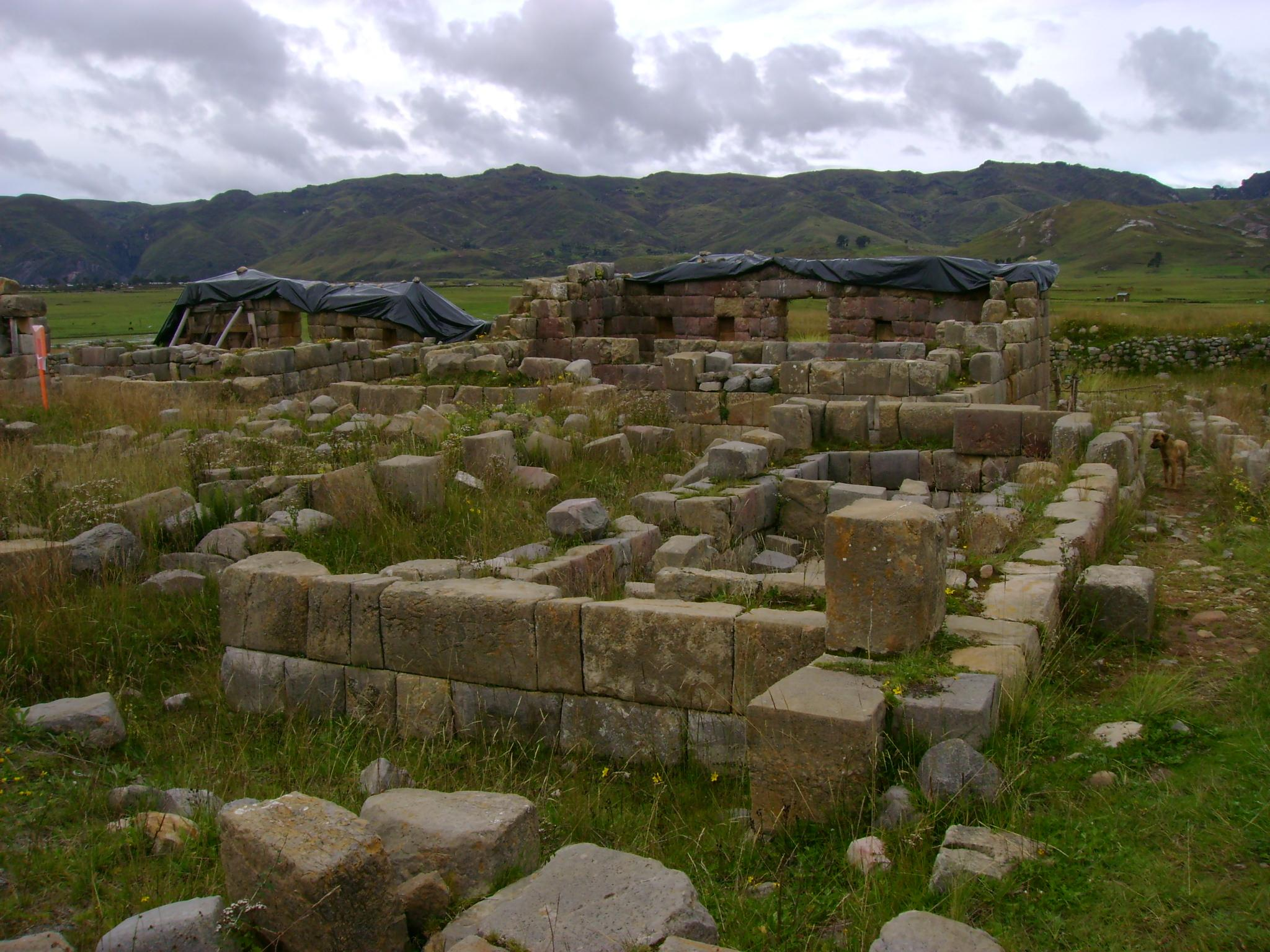
Construcciones pétreas de las ruinas de Huánuco Marca

El centro arqueológico de Wanuko Marka está ubicado en una extensa meseta alto andina de 21 km² y a 3600 m s. n. m.  que se denomina Huánuco Pampa.
Coordenadas: 09°50′00″S 76°40′10″O / -9.83333, -76.66944.
Se ubica a 5 km de la ciudad de La Unión, capital de la provincia de Dos de Mayo en el departamento de Huánuco. En Wanuko Marka se distinguen claramente 8 zonas en donde existen 3500 construcciones de estilo inca, 100 de carácter monumental y otras 503 estructuras entre las que destacan depósitos, viviendas populares, calles, barrios, corrales, acueductos, servicios higiénicos y hospedajes.En la zona monumental se encuentran principalmente el majestuoso Ushno y las Portadas de los Pumas. Las portadas son construcciones de piedra labrada con vanos trapezoidales de doble gamba y están dispuestas de modo que orientan el recorrido que siguen los rayos del sol al amanecer y al atardecer (en los equinoccios la alineación de los rayos del sol esta rígida desde el ushno).
El imponente Ushno es una gran plataforma de piedra de 35 dm de altura, 48 m de largo por 32 de ancho, se encuentra en medio de la plaza del Complejo Arqueológico de Wanuko Marka, y es considerado un centro ceremonial, aunque se tienen indicios de que habría sido un observatorio estelar, probablemente el más importante del mundo andino. Una reciente investigación realizada en Wanuko Marka, muestra nuevas evidencias de alineamientos y presenta propuestas sobre observaciones astronómicas que realizaron los incas en este lugar, principios de organización espacial basadas en orientaciones astronómicas, así como la utilización especifica de algunas estructuras como observatorios. Las estructuras presentadas como observatorios, son la plataforma Ushno y la estructura conocida como el Inkawasi.

### Liriopampa

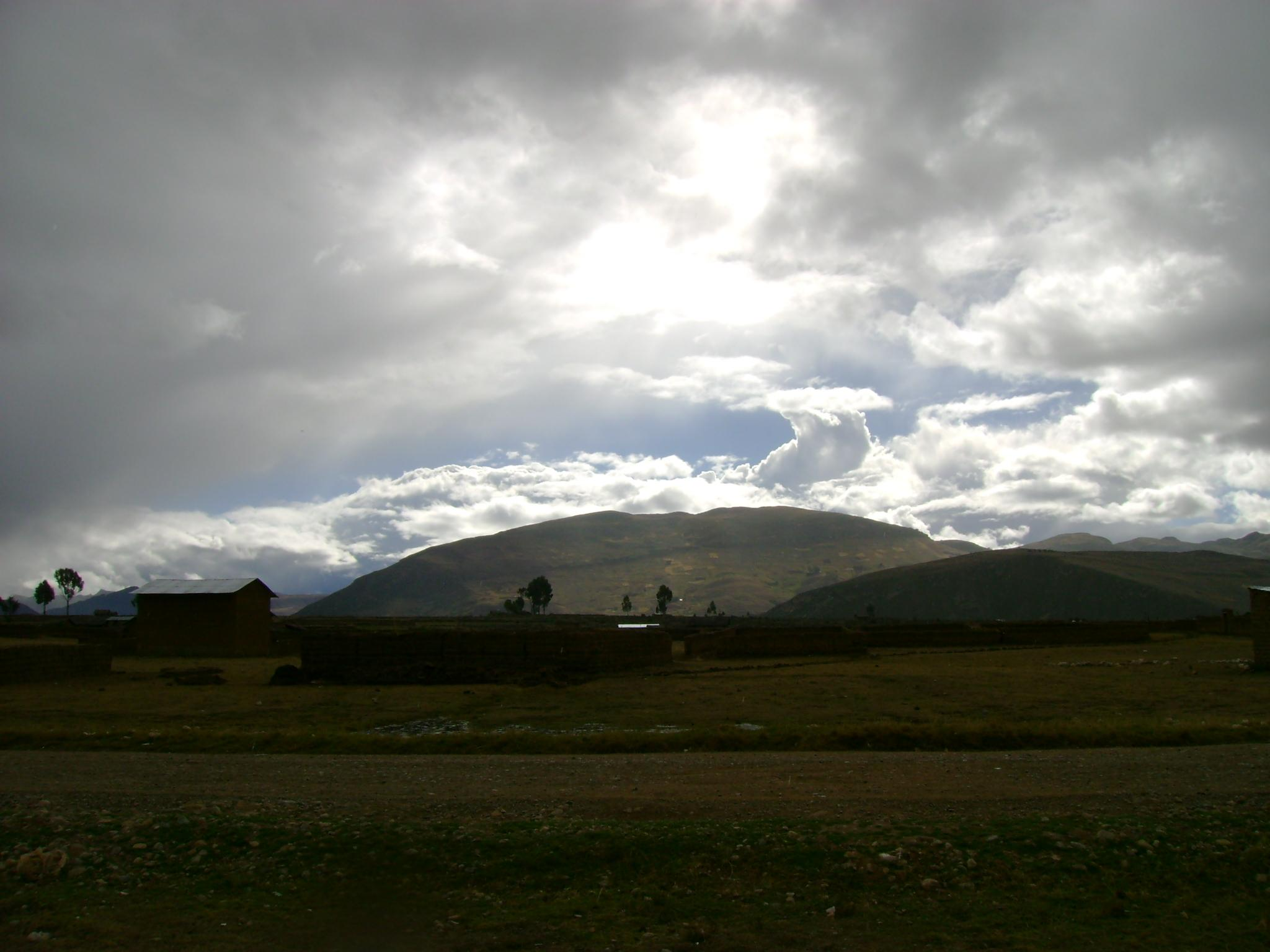
Cerro Liriopampa desde la comunidad de Chumipata

Cerro de gran altura y tamaño, cuya imponencia se distingue desde la meseta de Huánuco Pampa. Ubicado en la margen izquierda del río Vizcarra en el distrito de Ripán, en su falda se asienta la comunidad del mismo nombre, visto desde la planicie anteriormente mencionado la silueta del cerro se parece mucho al contorno de la pared sur del nevado Aconcagua.

### Tauripampa
Ubicado a 2 km hacia el sur de la ciudad de La Unión, al pie del cerro Liriopampa. Es un pequeño túnel de aproximadamente 1,5 m de altura y 6 m de profundidad de donde fluyen pequeñas cantidades de aguas termo-minero- medicinales, las mismas que son utilizadas para los baños sauna.

### Estaca Machay
Yacimiento arqueológico de la época preincaica. Se aprecia muy fácilmente desde la carretera Huánuco-Dos de Mayo aproximadamente a 7 km y para llegar a Tingo Chico, lugar de desvío para La Unión y

### Conoc
Está ubicada en el distrito de Ripán a 2 km al noroeste de la Unión a orillas del río Vizcarra. Las aguas termo-minero-medicinales de Conoc son recomendables para el tratamiento de afecciones reumáticas, dispone de instalaciones básicas y ofrece al visitante, amante de la naturaleza, la mayor tranquilidad, por estar rodeada de una majestuosa geografía. Presenta cinco pozas individuales y dos piscinas, rodeadas de plantaciones de eucaliptos y hermosos jardines.

### Nunash
Centro arqueológico preínca, ubicado en el distrito de Pachas.

## Galería
- Wikimedia Commons alberga una categoría multimedia sobre Dos de Mayo.